# Charles and Eddie
A Charles & Eddie amerikai soul duó volt, amelyet Charles Pettigrew és Eddie Chacon alkottak. Legismertebb daluk a "Would I Lie to You?". Több daluk is slágerlistás lett.

## Karrier
Pettigrew és Chacon 1990-ben találkoztak a New York-i metrón; Chacon szerint egyiküknél Marvin Gaye Trouble Man című albuma volt. 1992-ben a Capitol Records gondozásában megjelent első albumuk, a Duophonic. Ezen az albumon hallható a "Would I Lie to You?", az "N.Y.C." és a "House Is Not a Home", az albumra stílusilag a klasszikus soul zene hatott.
Második és utolsó albumuk, a Chocolate Milk 1995-ben jelent meg. 1997-ben feloszlottak.
Charles Pettigrew 2001. április 6-án rákban elhunyt. 37 éves volt.
A The Fader 2020. május 29-én bejelentette, hogy Eddie Chacon visszatér a zenéléshez.

## Diszkográfia
- Duophonic (1992)
- Chocolate Milk (1995)